# Sergio Santos Gomes
Sergio Henrique Santos Gomes (Belo Horizonte, 4 settembre 1994) è un calciatore brasiliano, attaccante dell'FC Cincinnati.

## Caratteristiche tecniche
È una punta centrale, molto dotata tecnicamente e in possesso di un ottimo dribbling Santos è un attaccante che fa del controllo palla la sua dote migliore che lo rende molto pericoloso in fase di progressione unisce un'ottima tecnica individuale e una grande velocità a una discreta forza fisica

## Carriera

### Club

#### Audax Italiano
Sergio Santos ha segnato nove gol in 16 presenze di campionato durante la stagione 2018 con l'Audax ed è stato il capocannoniere del club. Ha aiutato il club a qualificarsi per la Coppa Sudamericana 2018 e a raggiungere la finale della Coppa del Cile, dove la squadra ha perso in finale con il Palestino.

#### Philadelphia Union
Il 14 dicembre 2018 ha firmato con la franchigia dei Philadelphia Union, militanti nella Major League Soccer. Il trasferimento è avvenuto per una cifra di circa $500000, con i soldi di allocazione.

## Palmarès

### Club

#### Competizioni nazionali
- MLS Supporters' Shield: 2

Philadelphia Union: 2020
FC Cincinnati: 2023